# Château Valmante
Le château Valmante est un château du XIXe siècle situé dans le 9e arrondissement de Marseille, en France.

## Historique
Le château de Redon est construit pour Joseph Grandval en 1855.
En 1893, le château de Redon est vendu au riche industriel Louis Mante (fils naturel de Victor Régis) et son épouse Juliette Mante-Rostand. Il prend alors le nom de Valmante.
Le château, en totalité, fait l’objet d’une inscription au titre des monuments historiques depuis le 15 novembre 2022. L'arrêté de classement du 8 janvier 2025 se substitue à l'arrêté d'inscription.